# Xixiaichthys tongxinensis
Xixiaichthys tongxinensis è un pesce osseo estinto, appartenente agli osteoglossiformi. Visse nel Cretaceo inferiore (Barremiano - Aptiano, circa 122 - 115 milioni di anni fa) e i suoi resti fossili sono stati ritrovati in Asia.

## Descrizione
Questo pesce possedeva un corpo fusiforme relativamente compatto, e in generale assomigliava all'attuale Hiodon dei grandi laghi americani. Come quest'ultimo, Xixiaichthys possedeva una pinna dorsale arretrata e di forma triangolare, una pinna anale posta obliquamente a quest'ultima e di dimensioni maggiori e una pinna caudale biforcuta e dai lobi piuttosto ampi. Le pinne pettorali erano però più ampie, mentre le pinne ventrali erano decisamente più ridotte. Xixiaichthys differiva da tutti gli osteoglossiformi per la presenza di una premascella con solo tre denti, uno dei quali eccezionalmente sviluppato, e per uno scheletro caudale insolito, in cui il primo ipurale era fuso al primo centro urale e il secondo ipurale rimaneva autogeno.

## Classificazione
Xixiaichthys è stato descritto per la prima volta nel 2004, sulla base di un fossile completo e ben conservato, rinvenuto nella provincia di Ningxia in Cina. Sulla base delle sue caratteristiche osteologiche, Xixiaichthys è stato attribuito all'ordine degli osteoglossiformi, un gruppo di pesci teleostei attualmente rappresentato da varie specie come l'arapaima e l'arowana. In particolare, analisi filogenetiche indicano che Xixiaichthys potrebbe essere stato alla base di un clado comprendente da una parte i generi Notopterus e Osteoglossum e dall'altra i generi Huashia e Kuntulunia. Tutti questi pesci erano accomunati dall'assenza di un epurale e dall'assenza della supramaxilla.